# Conde Spencer

El escudo de armas del conde Spencer.

Conde Spencer (Earl Spencer) es un título en la nobleza de pares de Gran Bretaña que fue creado el 1 de noviembre de 1765, junto con el título subsidiario de vizconde Althorp, de Althorp, en Northamptonshire, para John Spencer, I conde Spencer, un bisnieto de John Churchill, I duque de Marlborough. Él había sido creado vizconde Spencer, de Althorp en el Condado de Northampton, y barón Spencer de Althorp, de Althorp en el Condado Northampton, el 3 de abril de 1761.
El futuro VI conde Spencer fue titulado vizconde Althorp, de Gran Brington en el Condado de Northampton, el 19 de diciembre de 1905 en la nobleza de pares del Reino Unido.
El título de cortesía del hijo mayor y heredero del conde Spencer es vizconde Althorp.
La propiedad campestre de la familia Spencer es Althorp, localizada en Northamptonshire, que incluye otras propiedades de tierras en otras partes del país, incluyendo la villa de North Creake, en Norfolk. Hasta comienzos del siglo XX la familia mantuvo su residencia en Londres en la Casa Spencer, que hoy es la única mansión londinense del siglo XVIII que permaneció intacta después de la Segunda Guerra Mundial.
El hijo de Diana, princesa de Gales el príncipe Guillermo, será el primer miembro de la familia Spencer por vía sanguínea en ostentar la jefatura de Estado cuando ascienda al trono inglés, al ser nieto del VIII conde Spencer, la familia spencer ya ha tenido miembros jefes de gobierno, pero no uno en la jefatura del estado como tal.

## Vizcondes Spencer (1761)
| Puesto | Nombre       | Tiempo    | Nota                            |
| ------ | ------------ | --------- | ------------------------------- |
| 1.º    | John Spencer | 1734–1783 | titulado Conde Spencer en 1762. |

## Condes Spencer (1765)
| Puesto | Nombre              | Tiempo          | Nota                                |
| ------ | ------------------- | --------------- | ----------------------------------- |
| 1.º    | John Spencer        | 1734 - 1783     |                                     |
| 2.º    | George Spencer      | 1758 - 1834     |                                     |
| 3.º    | John Spencer        | 1782 - 1845     |                                     |
| 4.º    | Frederick Spencer   | 1798 - 1857     |                                     |
| 5.º    | John Spencer        | 1835 - 1910     |                                     |
| 6.º    | Charles Spencer     | 1857 - 1922     |                                     |
| 7.º    | Albert Spencer      | 1892 - 1975     |                                     |
| 8.º    | Edward John Spencer | 1924 - 1992     | padre de Diana, Princesa de Gales   |
| 9.º    | Charles Spencer     | 1964 - presente | hermano de Diana, Princesa de Gales |

Heredero aparente: Louis Spencer (n. 1994)
- Datos: Q1277180
- Multimedia: Earls Spencer / Q1277180